# Macrolobium crassifolium
Macrolobium crassifolium är en ärtväxtart som beskrevs av Auguste Jean Baptiste Chevalier. Macrolobium crassifolium ingår i släktet Macrolobium och familjen ärtväxter. Inga underarter finns listade i Catalogue of Life.